# Ordem Nacional da Legião de Honra
A Ordem Nacional da Legião de Honra (em francês: Ordre National de la Légion d'Honneur) é uma condecoração honorífica francesa. Foi instituída em 20 de maio de 1802 por Napoleão Bonaparte e recompensa os méritos à nação e à pátria francesa. É a ordem máxima do país, sendo concedida e entregue pelo Presidente da República Francesa. 
O Chefe de Estado, recebe a grã-cruz e torna-se Grão-mestre da ordem durante a cerimónia de posse presidencial.

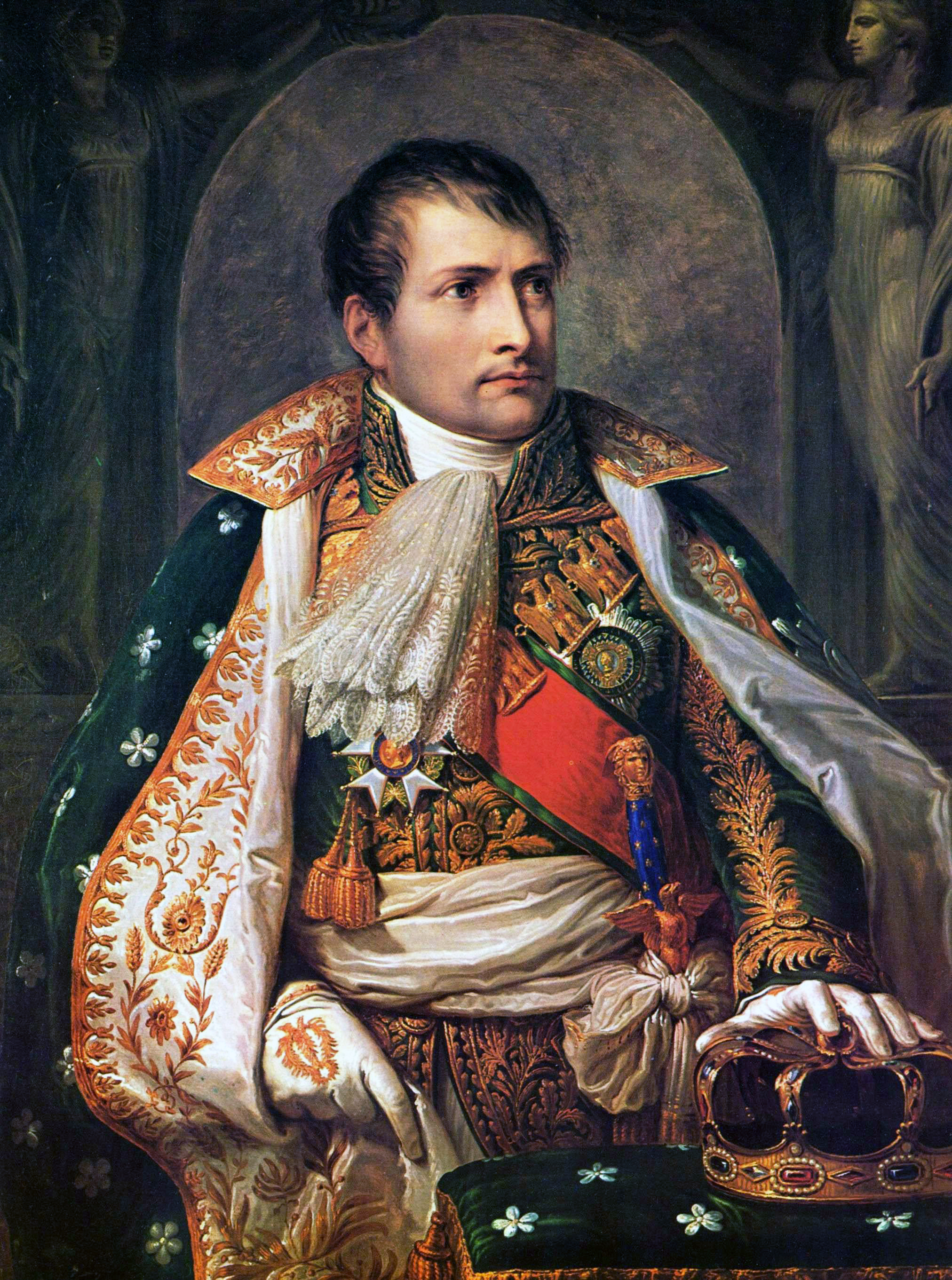
Napoleão Bonaparte com a Grã-cruz da ordem.

Em 15 de julho de 1804, numa grandiosa cerimônia que se realizou no Hôtel des Invalides, em Paris, Napoleão entrega as primeiras condecorações da Legião de Honra aos marechais, soldados, inválidos de guerra, cientistas, artistas e escritores com méritos destacados. O Presidente da República Francesa usa a faixa de grã-cruz dessa ordem em algumas cerimonias do cargo presidencial.

## Categorias
Suas cinco categorias, em ordem decrescente, são:

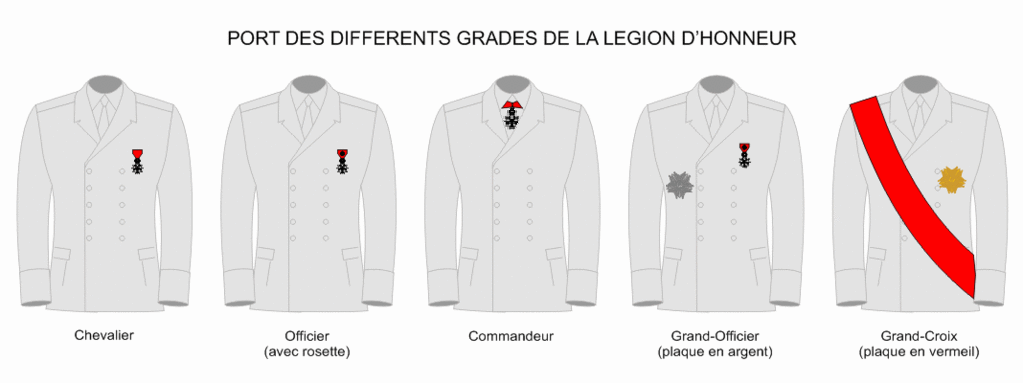
Cinco categorias da ordem

- Grã-Cruz
- Grande-Oficial
- Comendador
- Oficial
- Cavaleiro

## Dom Pedro II e a ordem
Aquando do falecimento de Dom Pedro II na Europa a França o enterrou com honras apesar de protestos do governo brasileiro: o motivo das honras foi que Dom Pedro II foi agraciado com a grã-cruz da ordem durante o período imperial. Dom Pedro II foi enterrado com a grã-cruz da ordem no peito.

## Escolas e locais relacionados com a Ordem
Um total de 68 cidades e vilas, entre elas, Liège em 1914, Belgrado em 1920, Luxemburgo em 1957 e Stalingrado em 1984 foram condecoradas com a ordem, assim como foram condecorados 51 regimentos militares e a Academia Militar de Autun.
A ordem tem a sua própria rede de escolas privadas em Saint-Denis e Les Loges na floresta de Saint-Germain-en-Laye. Filhos e netos de membros da ordem estudam nestas escolas. Um dos benefícios da ordem são as escolas acessíveis aos descendentes.

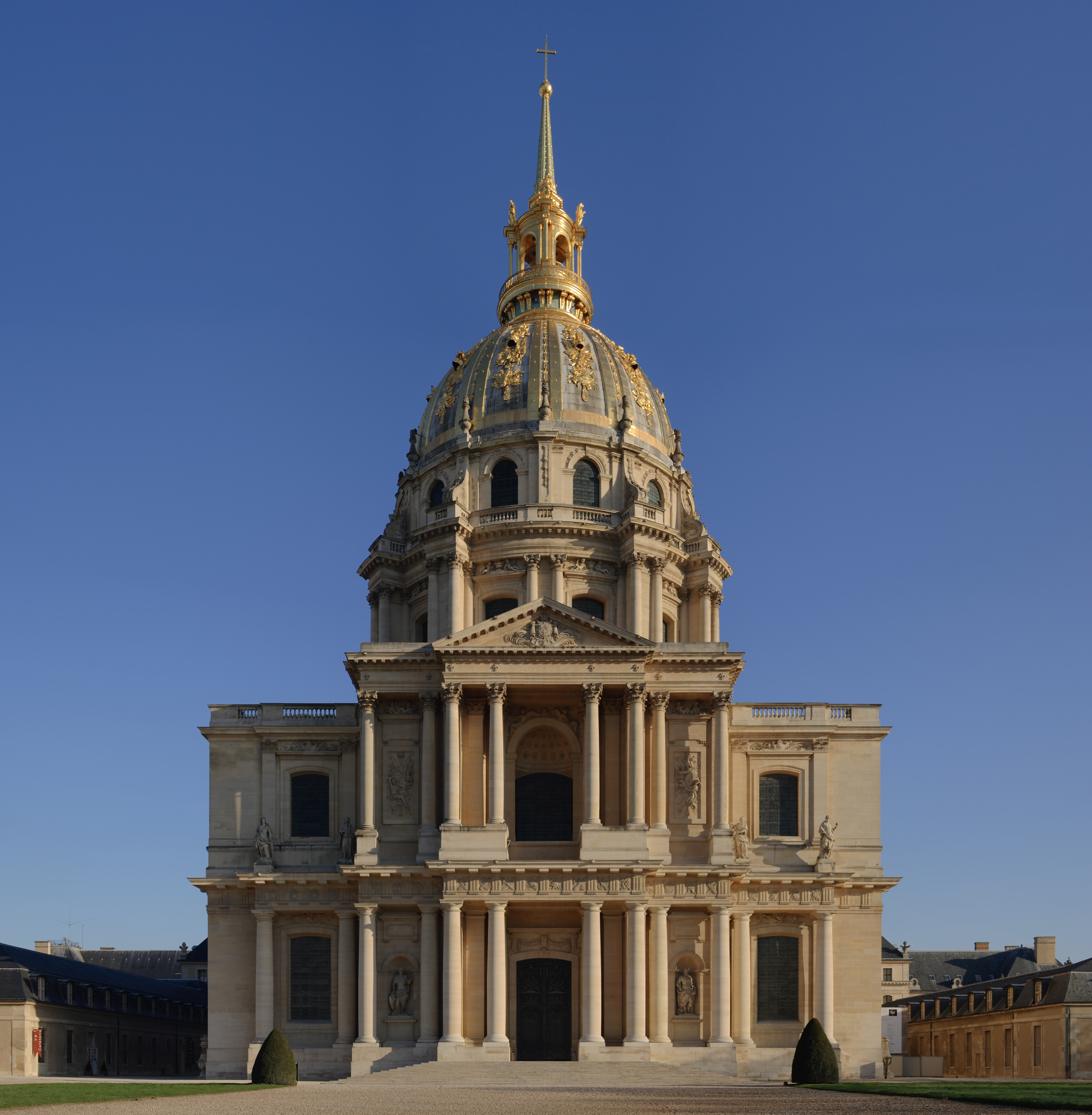
Hôtel des Invalides, Paris
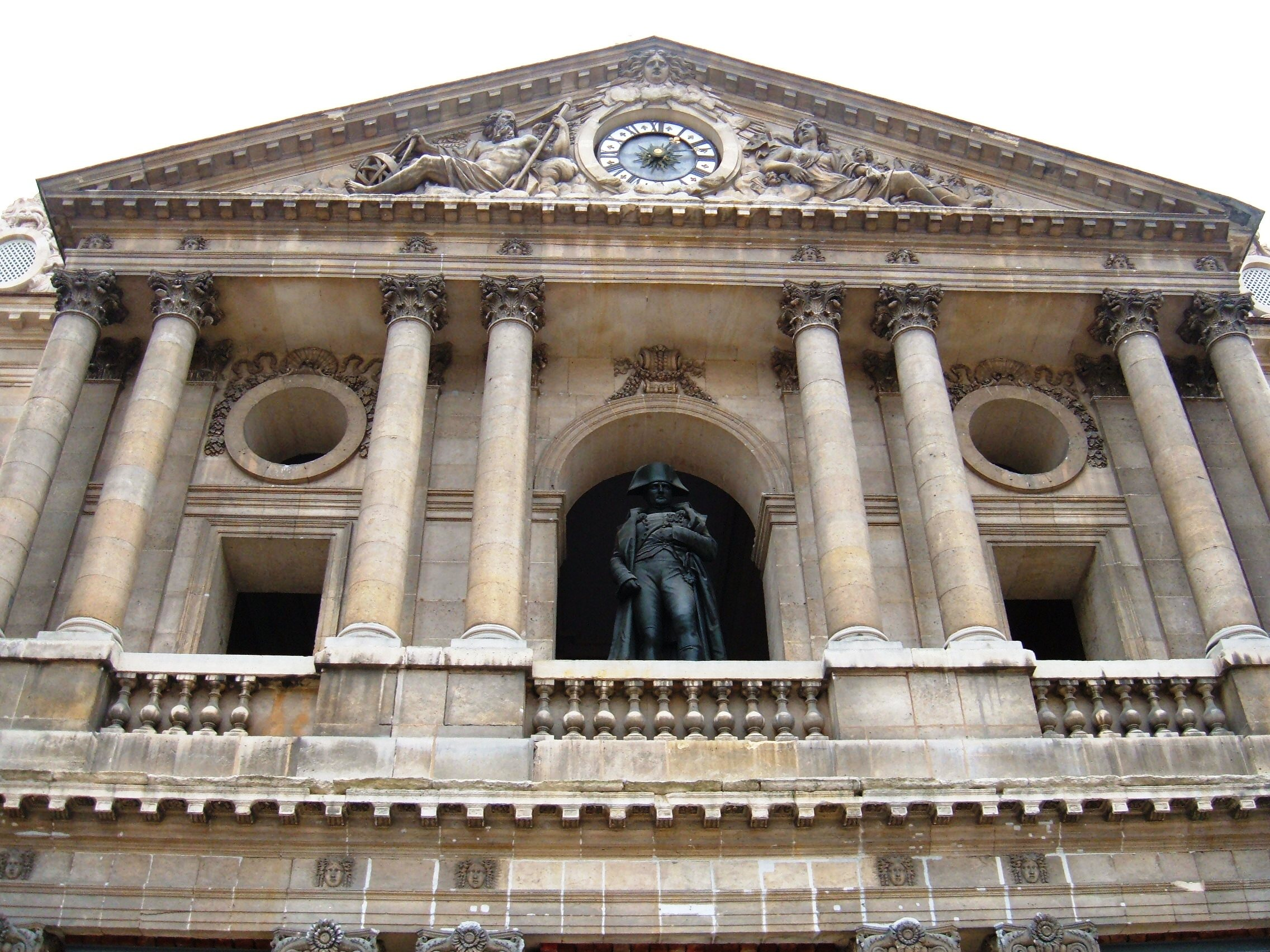
Pátio de Honra Hôtel des Invalides, Paris
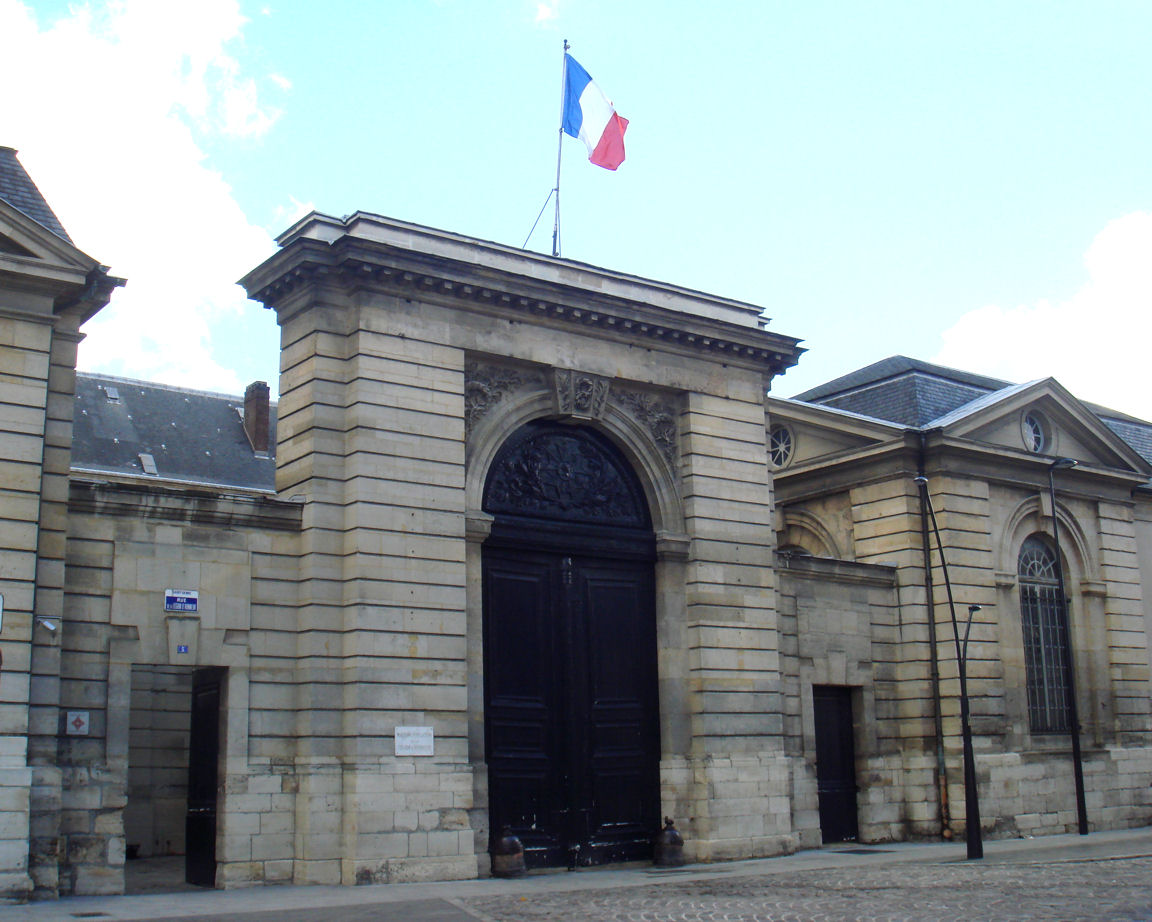
Atual Escola da Legião de Honra
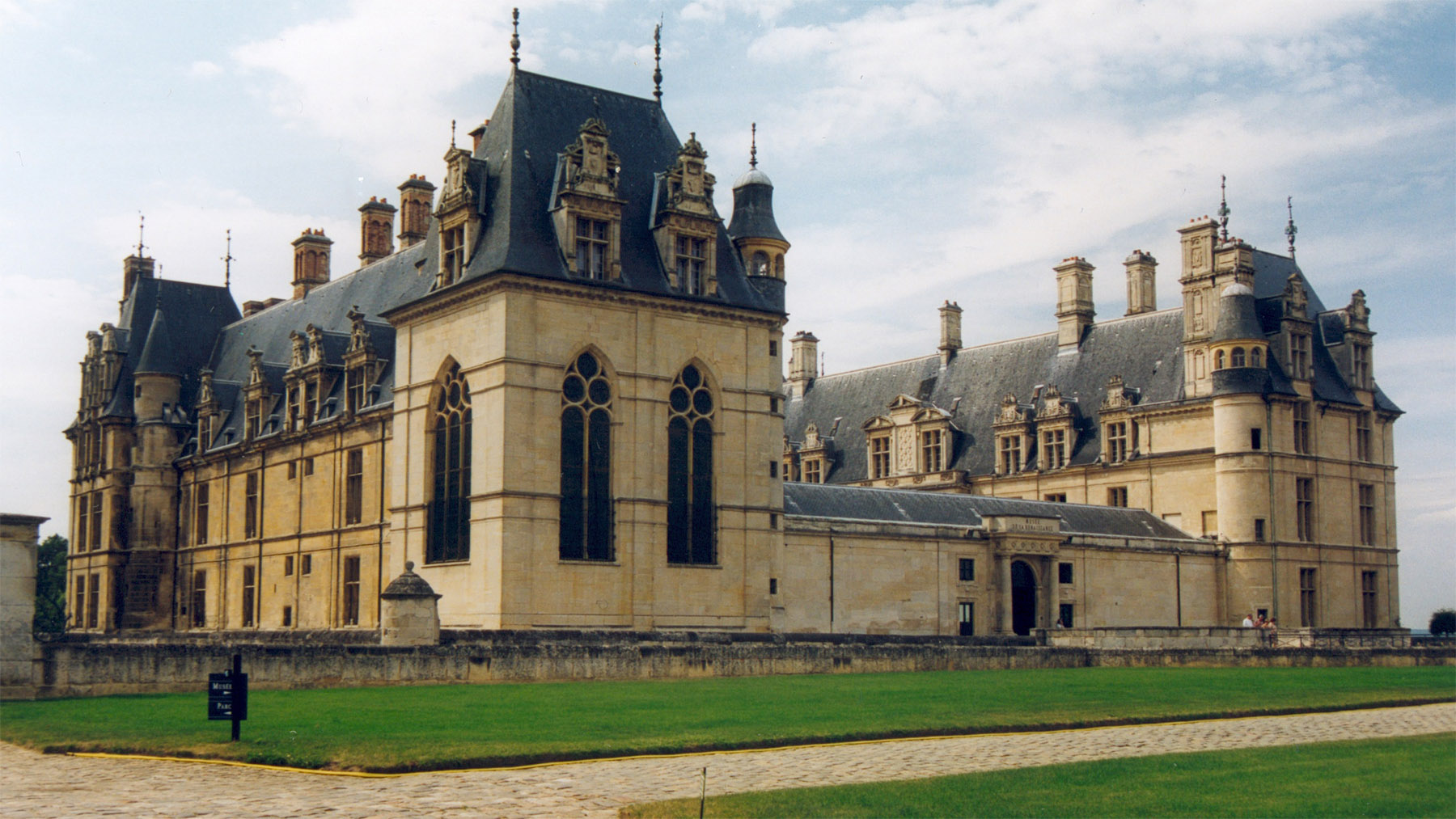
Château d'Écouen - Antiga Escola da Legião de Honra
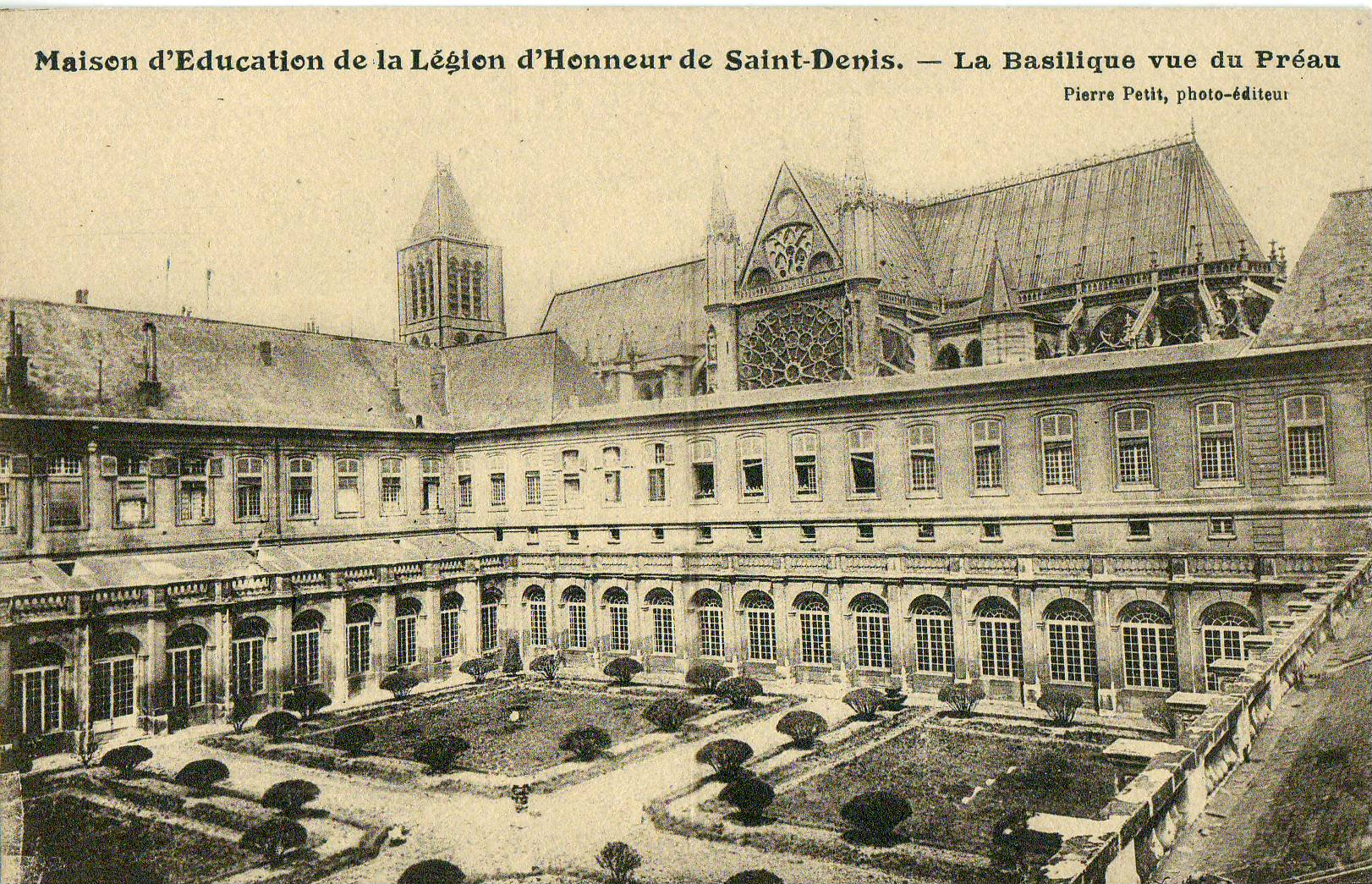
Château d'Écouen - Atual Escola da Legião de Honra
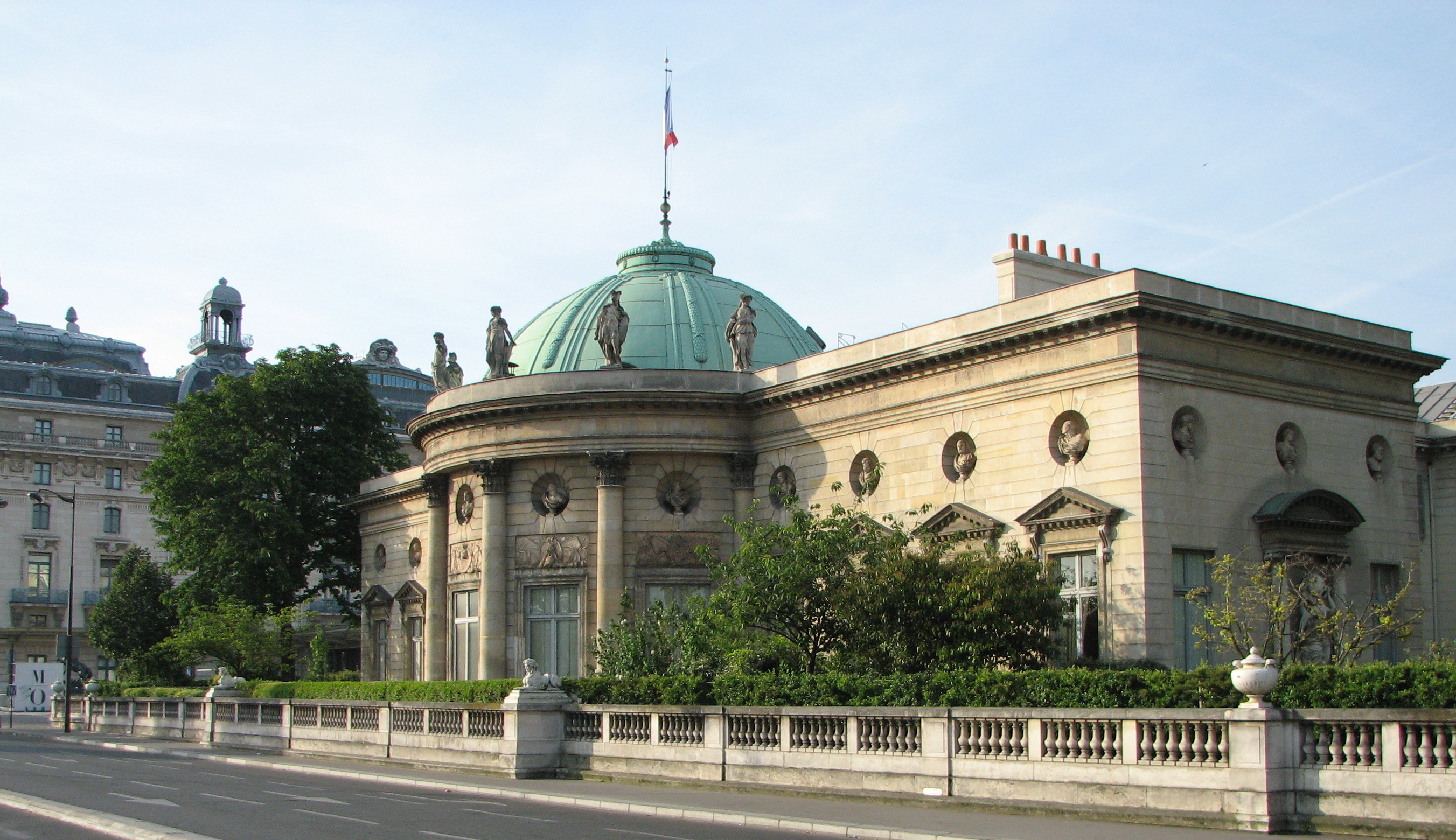
Palácio da Legião de Honra, Paris
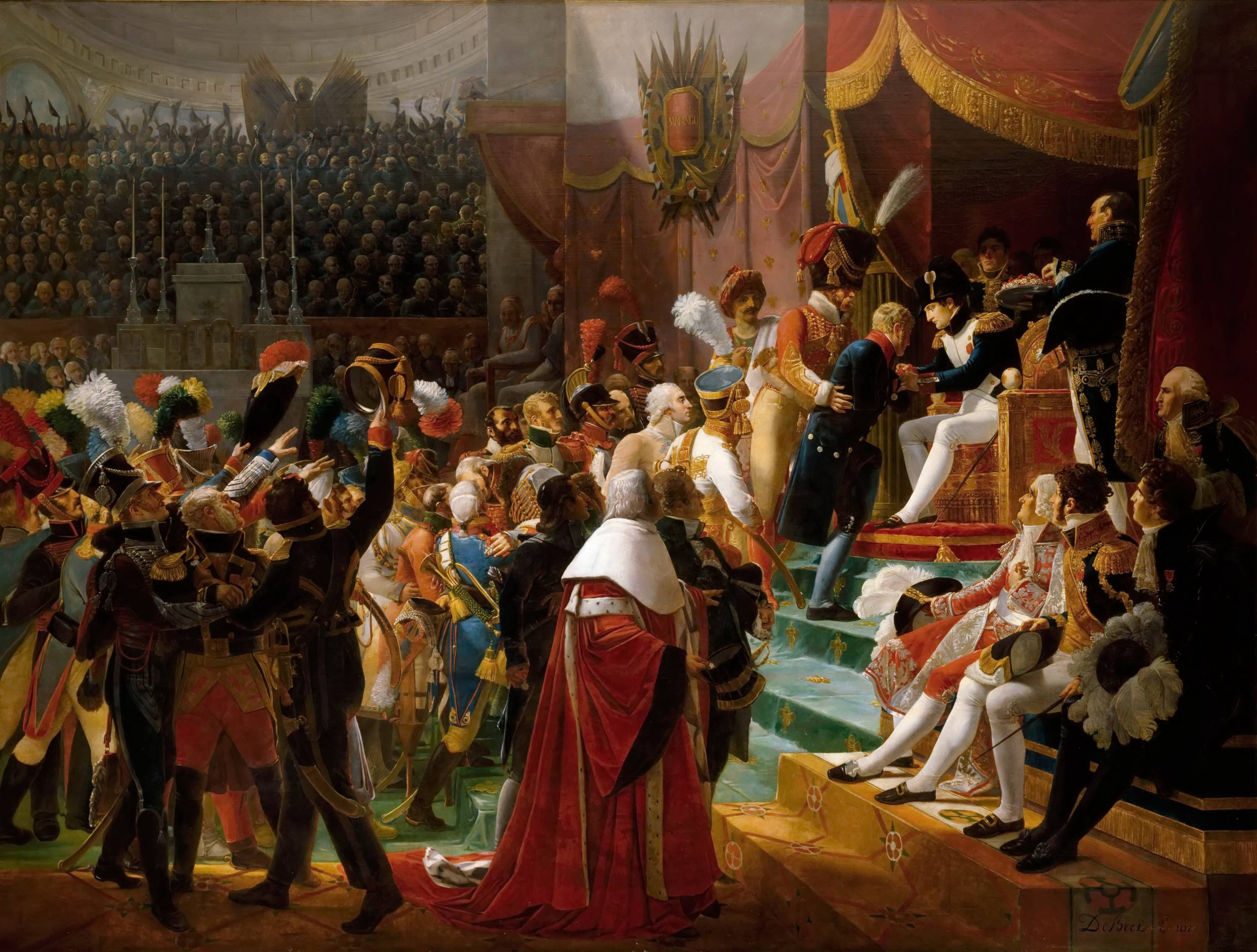
Primeira distribuição das condecorações da Legião de Honra, pelo imperador Napoléon Bonaparte, em 14 de julho de 1804, representada na obra do Pintor Jean-Baptiste Debret
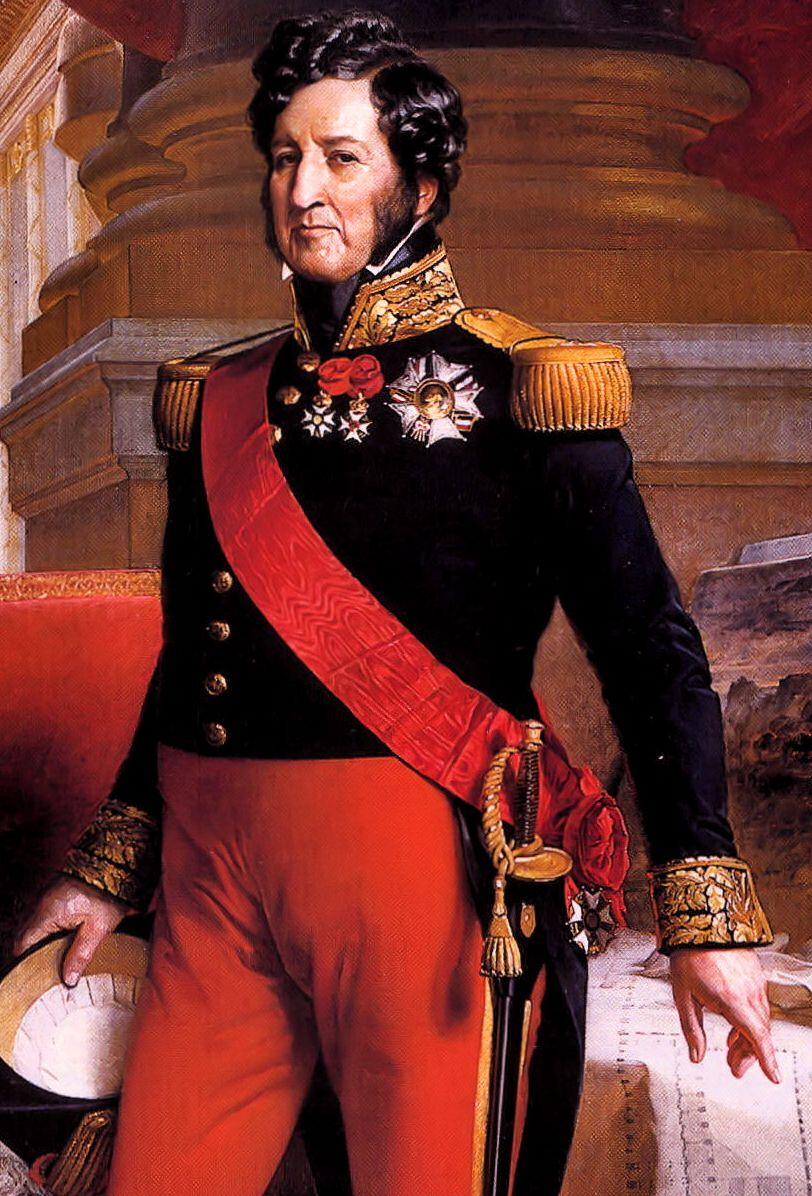
Rei Luís Filipe I de França com a Grã-cruz da Ordem

## Brasileiros com Grã-cruz
Poucos estrangeiros receberam a Grã-cruz da ordem. Os brasileiros que a receberam, desde 1804, foram:
- Dom Pedro II, Imperador do Brasil
- Gastão de Orléans, Conde d'Eu, Marechal do Brasil e príncipe da França
- Conselheiro Rodrigo Augusto da Silva, autor e co-assinante da Lei Áurea
- Visconde de Sinimbu, Primeiro-Ministro do Brasil
- Bernardo Pereira de Vasconcelos, Ministro durante a regência
- Marquês de Sapucaí, Presidente do Senado
- Marquês de Olinda, Primeiro-Ministro do Brasil
- Marquês de Itanhaém, Senador e tutor de Dom Pedro II
- Visconde do Bom Retiro, Senador e Ministro dos Negócios
- Visconde do Rio Branco, Primeiro-Ministro do Brasil
- Barão de Alhandra, Embaixador em diversas ocasiões
- Marquês de Monte Alegre, Primeiro-Ministro do Brasil
- Epitácio Lindolfo da Silva Pessoa, Presidente do Brasil
- Marechal Cândido Rondon
- Juscelino Kubitschek, Presidente do Brasil
- Marechal Eurico Gaspar Dutra, Presidente do Brasil
- José Sarney de Araújo Costa, Presidente do Brasil
- Fernando Henrique Cardoso, Presidente do Brasil[1]
- Rosângela da Silva, Primeira-dama do Brasil

## Portugueses com Grã-Cruz
Em Portugal, desde 1925, receberam autorização para envergar as insígnias da Ordem Nacional da Legião de Honra quase 200 pessoas. Deste grupo, com o grau de Grã-Cruz, foram sinalizados os seguintes distinguidos:
- Francisco Higinio Craveiro Lopes, General e Presidente da República (1953-08-08)
- Fernando de Quintanilha e Mendonça Dias, Contra-Almirante e Governador do Estado Português da Índia (1965-07-26)
- Costa Gomes, Marechal e Presidente da República (1976-05-20)
- António dos Santos Ramalho Eanes, General e Presidente da República (1979-03-05)
- Francisco Manuel Mendes Lopes Vieira de Oliveira Dias, médico e Presidente da Assembleia da República (1982-12-20)
- João Manuel Hall Themido, Embaixador (1983-01-21)
- Mário Alberto Nobre Lopes Soares, Presidente da República (1990-05-07)
- Jorge Fernando Branco Sampaio, Presidente da República (1999-11-29)
- Marcelo Rebelo de Sousa, Presidente da República (2016-08-26)
- Maria de Lourdes Belchior, escritora, professora catedrática e diplomata (1998)
- João Valdemar Teixeira Caseiro, Legionário da Legião Estrangeira (1987-1997)